# Rendez-vous Québec Cinéma
Les Rendez-vous Québec Cinéma (anciennement Les Rendez-vous du cinéma québécois) est un festival de cinéma créé en 1982. L'événement se déroule à Montréal au mois de février. Québec Cinéma en est l'organisateur.

## Description
Pendant onze jours consécutifs, le festival célèbre l’ensemble de la production cinématographique québécoise de l’année dans un contexte festif et ouvert à tous et toutes. Lieux de rencontres privilégiées entre le public et les créateurs, vitrine pour les cinéastes de la relève, carrefour pour les professionnels du Québec et d’ailleurs, les Rendez-vous sont l’un des plus importants vecteurs de promotion du cinéma québécois.
La programmation des Rendez-vous Québec Cinéma propose un grand nombre d’œuvres nationales de tout genre (fiction, documentaire, animation, expérimentation) en plus d’événements gratuits invitant à la découverte, à la réflexion et à la fête.
Le Rendez-vous Pro regroupe l’ensemble des activités professionnelles des Rendez-vous Québec Cinéma et a pour objectif la promotion du cinéma québécois sur les marchés étrangers. La programmation est composée de projections de films récents et à venir destinées aux acheteurs, vendeurs et programmateurs internationaux, ainsi que de conférences, discussions et panels donnant l’occasion de réfléchir aux enjeux du cinéma québécois.

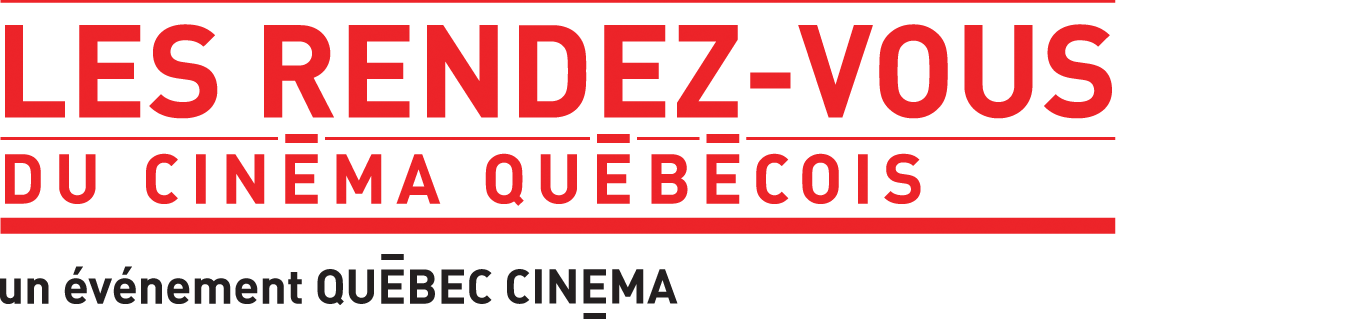
Ancien logo

En 2018, Les Rendez-vous du cinéma québécois (RVCQ) change de nom pour Rendez-vous Québec Cinéma (RVQC), afin de « raffermir leur appartenance à la grande famille Québec Cinéma », tout en conservant la même mission.